# 天津麻羅
天津麻羅（アマツマラ）為《古事記》記述之名，《日本書紀》並無記載，祂是日本神話裡出現的神祇。奇怪的是，神名裡並沒有日本神明中常見的「命」、「神」等字，所以江戶時代國學專家本居宣長認為這只是鐵匠的通稱，不具任何神格地位。

## 概要
按《古事記》上卷之記載，因須佐之男命胡作非為，天照大御神遁入天石屋戶而閉坐其中，高天原及葦原中國陷入一片黑暗。故八百萬神明命高御產巢日神之子思金神想辦法，後者集合常世國之長啼鳥使其齊鳴；選天安河之天堅石及採天金山之鐵而求鍛人天津麻羅；命伊斯許理度賣命造出八咫鏡；命科御祖命作五百個八尺瓊勾玉；召天兒屋命、布刀玉命拔天香山雄鹿肩骨，以天香山所生朱櫻燒之為卜。一切準備好之後，將八咫鏡、八尺瓊勾玉懸掛在枝繁楊桐樹上，讓布刀玉命捧著，並由天兒屋命頌禱祝詞。

## 解說
《先代舊事本紀》卷第三天神本紀曾記載下述字句：「物部造等祖天津麻良」、「梶取阿刀造等祖大麻良」、「船子倭鍛師等祖天津眞浦（アマツマウラ）」等，據信這些名字皆與天津麻羅有關，或者有人說「天津麻羅」是古代鍛冶鐵匠集團的總稱。
關於神名「麻羅（マラ）」的解釋有下述幾種說法：
- 有人解釋成發音相近的「目占（めうら）」，即鐵匠工作時需閉著一隻眼睛觀察鐵材經高溫鍛冶的顏色（或說職業病）。依據此種說法，又有人認為《日本書紀》與《古語拾遺》提及的天目一箇神跟此神明實為同一人[2]。
- 的蒙古語意思是「鐵」。
- 鍛造鐵具時使用的槌象徵著陽具，而日語中是陽具的別稱。不過，摩羅（まら）這個詞乃是與佛教一同傳入日本，而陽具的別稱是更晚的年代才出現，所以這種說法被認為是穿鑿附會。

## 信仰
在日本主祭天津麻羅的神社計有下述：
- 吉瀧神社（鳥取縣鳥取市青谷町）
- 立岩神社（德島縣德島市多家良町）
- 深江稻荷神社（大阪府大阪市東成區）

## 內部連結
- 天岩戶
- 天目一箇神

## 外部連結
- （日語）深江稲荷神社（页面存档备份，存于）
- （日語）吉瀧神社